# Косинський Олександр Юрійович
Косинський Олександр Юрійович (нар.. 26 січня 1978, Рава-Руська, Львівська область, УРСР) — український військовик, головний майстер-сержант, перший в історії головний сержант ЗСУ (2012-2021 - головний старшина ЗСУ)

## Життєпис
Олександр Косинський народився у м. Раві-Руській, що на Львівщині. Пізніше сім'я переїхала в Херсонську область, де Олександр отримав повну загальну середню освіту. У 1998 р. був призваний Голопристанським районним військкоматом Херсонської області для проходження строкової служби у військах Міністерства надзвичайних ситуацій України. У 1999 р. брав участь у рятувальних роботах в Закарпатті. Строкову службу закінчив у званні старшого сержанта на посаді командира відділення.
У 2000 р. вирішив стати професійним військовиком, продовживши службу за контрактом у 50-му Центрі спеціальної підготовки військ спецпризначення, а з 2003 р. в 3-му окремому полку спеціального призначення. У період з 2001 р. по 2002 р. проходив військову службу у складі миротворчого контингенту ООН в республіці Сьєрра-Леоне. З 2004 р. по 2005 р. брав участь у миротворчій операції в Іраку. У 2014 р., 2015 р. та 2017 р. брав участь в Антитерористичній операції на території Луганської та Донецької областей (останній раз на посаді командира взводу окремого штурмового батальйону «Айдар»). З 2018 р. по 2019 р. брав участь в Операції об'єднаних сил на посаді головного старшини об'єднаних сил. З початку повномасштабного воєнного вторгнення російської федерації в Україну з 24 лютого 2022 р. безпосередньо брав участь у стратегічній оборонній операції, зокрема у складі сил оперативно-стратегічного угруповання військ "Хортиця". Протягом служби в частинах спецпризначення неодноразово брав участь у змаганнях на кращу розвідувальну групу військ спеціального призначення ЗСУ, а також у 2008 р. у подібних їм міжнародних змаганнях в Білорусі та Словаччині. У 2009 р. був визнаний кращим заступником командира групи спеціального призначення полку. Інструктор парашутно-десантної підготовки, водолаз-підривник III класу.
У 2010 р. закінчив спеціальні курси мовної підготовки в Техасі (США) та курс сержантів морської піхоти у Північній Кароліні (США), у 2012 р. курс інструкторів, який проводився у Військовій академії Збройних Сил Чехії британською тренувальною групою, та пройшов курс водолазів-підривників при Факультеті військової підготовки Кам'янець-Подільського національного університету. У 2011 р. Косинський з відзнакою закінчив бакалаврат а у 2012 р. магістратуру Центральноукраїнського державного педагогічного університету, здобувши вищу педагогічну освіту, та Військовий коледж сержантського складу НТУ «Харківський політехнічний інститут», за середнім рівнем підготовки. У 2013 р. він успішно пройшов навчання у Військовому коледжі сержантського складу Національної академії сухопутних військ імені Сагайдачного (м. Львів) здобувши вищий рівень підготовки сержантів Збройних Сил України. У 2014 р. закінчив курси штабних сержантів з роботи в штабах НАТО у Міжнародному центрі з підготовки миротворчих операцій (Боснія та Герцеговина), у 2017 р. курс головних сержантів вищого рівня в Школі НАТО (ФРН), у 2019 р. пройшов навчання на курсі лідерства вищого рівня для сержантського складу Збройних Сил України в Національному університеті оборони України імені Черняховського. У 2021 році Косинський завершив навчання у Міжрегіональній академії управління персоналом здобувши вищу освіту за спеціальністю менеджмент.
22 листопада 2012 року Олександр Косинський наказом Міністра оборони України був призначений на посаду головного старшини ЗСУ, яку він обіймав до квітня 2021 року. 16 квітня 2021 року наказом Головнокомандувача Збройних Сил України його призначено на посаду головного сержанта Збройних Сил України (перейменування посади відбулося в ході реформування структури посад та військових звань сержантського і старшинського складу у 2019—2021 рр.).
Також Косинський перший, і єдиний на цей час, військовослужбовець сержантського складу, який став начальником окремого Управління в складі Генерального штабу Збройних Сил України (з 2013 р. по 2020 р.)
З лютого 2020 р. — начальником Управління, що перебуває на окремому штаті, є органом військового управління, юрисдикція якого поширюється на всю територію України та безпосередньо підпорядковується Головнокомандувачу Збройних Сил України. Раніше подібні посади обіймали винятково офіцери у військовому звані полковник.
20 серпня 2021 року, у порядку переатестації військовослужбовців у нові військові звання, Олександру Косинському було присвоєно військове звання вищого сержантського складу головний майстер-сержант (на момент переатестації перебував у званні старший прапорщик).

## Основні нагороди
- Відзнака Президента України медаль «За військову службу Україні» (17 травня 2019) — за значні особисті заслуги у захисті державного суверенітету та територіальної цілісності України, громадянську мужність[4]
- Відзнака Президента України «За участь в антитерористичній операції»
- Відзнаки Міністерства оборони України: медаль «За сумлінну службу» III ст., медаль «15 років сумлінної служби», медаль «20 років сумлінної служби», пам'ятний нагрудний знак «Воїн-миротворець»
- Відзнаки Головнокомандувача Збройних Сил України / начальника Генерального штабу — Головнокомандувача Збройних Сил України: почесний нагрудний знак «За взірцевість у військовій службі» III ст., II  ст., I  ст., почесний нагрудний знак «Хрест Військова честь», нагрудний знак «Учасник АТО»
- Відзнака Командувача об'єднаних сил Збройних Сил України «За службу та звитягу» III ст., II ст.
- Відзнака командувача Повітряних Сил Збройних Сил України пам'ятний нагрудний знак «За сприяння Повітряним Силам Збройних Сил України»
- Відзнака командувача військ Оперативного командування «Південь» Сухопутних військ Збройних Сил України «За оборону Маріуполя»
- Відзнака командувача об'єднаних сил (ООС) «Козацький хрест» І ст.
- Медаль ООН «За участь в миротворчій місії ООН в Республіці Сьєрра-Леоне»
- Медаль багатонаціональної дивізії «Центр-Південь» «За службу в складі стабілізаційних сил у Республіці Ірак»
- Відзнака Командувача Національних Збройних Сил Латвійської Республіки «За заслуги» бронзова
- Відзнака Збройних Сил Литовської Республіки «За заслуги»
- Нагрудний знак Збройних Сил Республіки Словаччина «Парашутист-десантник»